# Bosques del Valle de Mena

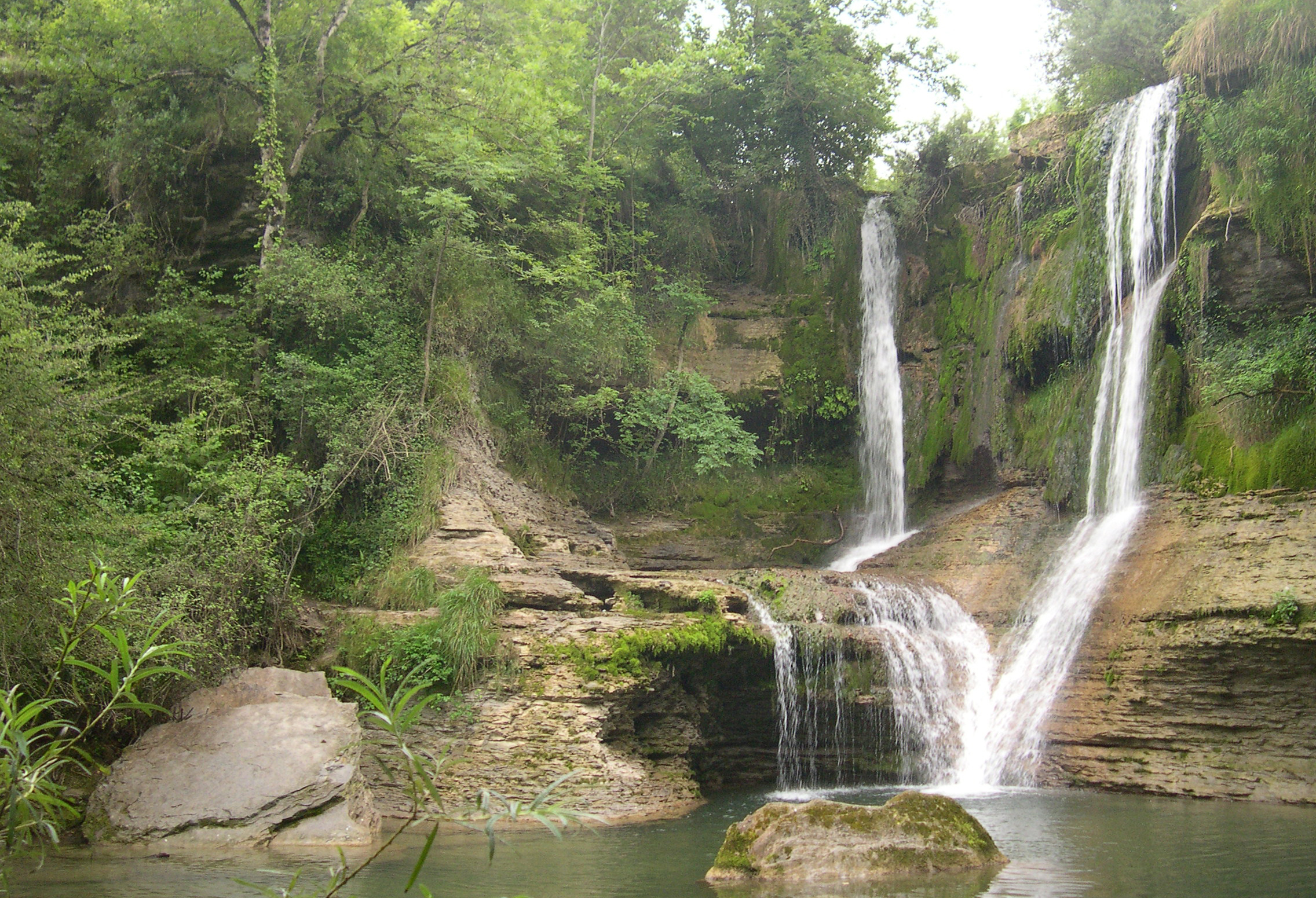
Cascada de Peñalandros, en el Valle de Mena.

Los Bosques del Valle de Mena conforman un espacio natural en el Valle de Mena al nordeste de la Provincia de Burgos (España), protegido bajo la figura de Lugar de Importancia Comunitaria (LIC) pertenecientes a la Red Natura 2000. Localizado en el extremo norte de la provincia en sus límites con el País Vasco y Cantabria.
Tiene un área de 64.8 km². Los Bosques del Valle de Mena poseen multitud de cascadas, tales como el Salto de Aguasal (al pie del Zalama, con rutas desde San Pelayo de Montija). Otro salto de agua importante es la cascada de San Miguel el Viejo, que cae desde una montaña en caída libre durante 200 metros, en el valle de Angulo. Una de las más conocidas es la de Peñaladros, rodeada por bosques.

## Flora

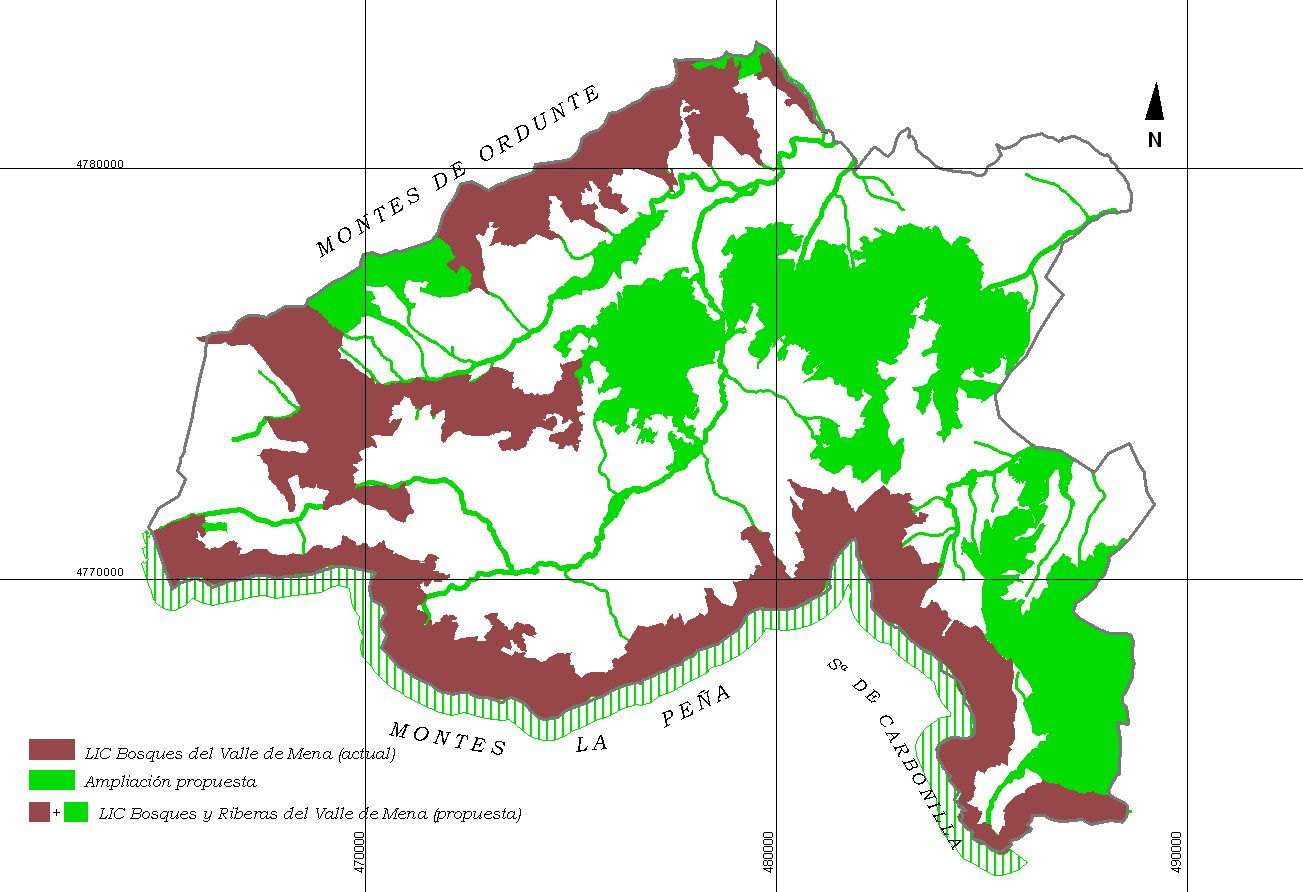
Mapa de los espacios físicos del Valle de Mena.

La variedad climática proporciona una amplia variedad de especies vegetales tales como: alisedas (0.05 % del total), brezal-tojales (0.46 % del total), encinares (5.67 % del total), espinares (2.23 % del total), fenalares (6.37 % del total), Fresnedas (0.02 % del total), Hayedos (10.13 % del total), lastonares (5.83 % del total), madroñales (0.94 % del total), matorrales pulviniformes (12.06 % del total), melojares (0.24 % del total), mimbreras (0.01 % del total), pastizales basófilos (0.1 % del total), prados mesófilos de diente (31.13 % del total), Quejigares (15.64 % del total), tomillares psicroxerófilos (8.77 % del total), vegetación rupícola (0.36 % del total).